# Норвегія на зимових Олімпійських іграх 1984
Норвегія на зимових Олімпійських іграх 1984 року, які проходили в югославському місті Сараєво, була представлена 58 спортсменами (50 чоловіками та 8 жінками) у 8 видах спорту. Прапороносцем на церемоніях відкриття та закриття Олімпійських ігор була ковзанярка Бйорг Ева Єнсен.
Норвезькі спортсмени вибороли 9 медалей, з них 3 золотих, 2 срібних та 4 бронзових. Олімпійська збірна Норвегії зайняла 6 загальнокомандне місце.

## Медалісти
| Медаль | Призери                                                    | Вид спорту          | Дисципліна                     |
| ------ | ---------------------------------------------------------- | ------------------- | ------------------------------ |
| Золото | Ейрік Квальфосс                                            | Біатлон             | 10 км (чоловіки)               |
| Золото | Інгер Гелене Нюбротен Анне Ярен Бріт Петтерсен Беріт Аунлі | Лижні гонки         | 4 × 5 км естафета (жінки)      |
| Золото | Том Сандберг                                               | Лижне двоборство    | індивідуальні змагання         |
| Срібло | Одд Ліргус Ейрік Квальфосс Рольф Сторсвен К'єль Собак      | Біатлон             | 4 x 7,5 км естафета (чоловіки) |
| Срібло | Беріт Аунлі                                                | Лижні гонки         | 5 км (жінки)                   |
| Бронза | Ейрік Квальфосс                                            | Біатлон             | 20 км (чоловіки)               |
| Бронза | Бріт Петтерсен                                             | Лижні гонки         | 10 км (жінки)                  |
| Бронза | Анне Ярен                                                  | Лижні гонки         | 20 км (жінки)                  |
| Бронза | Кай Арне Енгельстад                                        | Ковзанярський спорт | 1000 м                         |

## Біатлон
Чоловіки
| Дисципліна | Спортсмен       | Промахи | Час     | Місце |
| ---------- | --------------- | ------- | ------- | ----- |
| 10 км      | Тер'є Крокстад  | 4       | 33:00.9 | 18    |
| 10 км      | К'єль Собак     | 1       | 31:19.7 | 4     |
| 10 км      | Ейрік Квальфосс | 2       | 30:53.8 | 1     |

| Дисципліна | Спортсмен       | Час       | Пенальті | Підсумковий час | Місце |
| ---------- | --------------- | --------- | -------- | --------------- | ----- |
| 20 км      | Одд Ліргус      | 1'11:55.0 | 9        | 1'20:55.0       | 24    |
| 20 км      | Рольф Сторсвен  | 1'11:23.9 | 4        | 1'15:23.9       | 6     |
| 20 км      | Ейрік Квальфосс | 1'09:02.4 | 5        | 1'14:02.4       | 3     |

Чоловіки's 4 x 7.5 км естафета
| Спортсмени                                            | Дистанція | Дистанція | Дистанція |
| Спортсмени                                            | Промахи   | Час       | Місце     |
| ----------------------------------------------------- | --------- | --------- | --------- |
| Одд Ліргус Ейрік Квальфосс Рольф Сторсвен К'єль Собак | 2         | 1'39:03.9 | 2         |

## Гірськолижний спорт
Чоловіки
| Спортсмен | Дисципліна         | Дистанція 1 | Дистанція 1 | Дистанція 2 | Дистанція 2 | Разом   | Разом |
| Спортсмен | Дисципліна         | Час         | Місце       | Час         | Місце       | Час     | Місце |
| --------- | ------------------ | ----------- | ----------- | ----------- | ----------- | ------- | ----- |
| Одд Сорлі | гігантський слалом | 1:22.90     | 15          | 1:23.49     | 19          | 2:46.39 | 19    |
| Одд Сорлі | слалом             | DNF         | –           | –           | –           | DNF     | –     |

## Ковзанярський спорт
Чоловіки
| Дисципліна | Спортсмен           | Дистанція | Дистанція |
| Дисципліна | Спортсмен           | Час       | Місце     |
| ---------- | ------------------- | --------- | --------- |
| 500 м      | Рольф Фалк-Ларссен  | 39.57     | 23        |
| 500 м      | Кай Арне Енгельстад | 39.28     | 18        |
| 500 м      | Фруде Реннінг       | 38.58     | 7         |
| 1000 м     | Фруде Реннінг       | 1:18.64   | 14        |
| 1000 м     | Кай Арне Енгельстад | 1:16.75   | 3         |
| 1500 м     | Бйорн Нюланд        | 2:02.05   | 19        |
| 1500 м     | Рольф Фалк-Ларссен  | 2:01.65   | 17        |
| 1500 м     | Кай Арне Енгельстад | 2:00.59   | 12        |
| 5000 м     | Рольф Фалк-Ларссен  | 7:25.54   | 15        |
| 5000 м     | Гейр Карлстад       | 7:20.24   | 10        |
| 5000 м     | Бйорн Нюланд        | 7:18.27   | 7         |
| 10,000 м   | Бйорн Нюланд        | 15:08.34  | 13        |
| 10,000 м   | Генрі Нільсен       | 14:57.81  | 8         |
| 10,000 м   | Гейр Карлстад       | 14:52.40  | 4         |

Жінки
| Дисципліна | Спортсмен           | Дистанція | Дистанція |
| Дисципліна | Спортсмен           | Час       | Місце     |
| ---------- | ------------------- | --------- | --------- |
| 500 м      | Едель Терезе Гойсет | 43.96     | 24        |
| 1000 м     | Едель Терезе Гойсет | 1:27.90   | 20        |
| 1000 м     | Бйорг Ева Єнсен     | 1:27.08   | 16        |
| 1500 м     | Бйорг Ева Єнсен     | 2:09.53   | 8         |
| 3000 м     | Бйорг Ева Єнсен     | 4:36.28   | 7         |

## Лижне двоборство
Дисципліни:
- нормальний трамплін
- лижні гонки, 15 км

| Спортсмен        | Дисципліна    | Стрибок з трампліна | Стрибок з трампліна | Стрибок з трампліна | Стрибок з трампліна | Лижні гонки | Лижні гонки | Лижні гонки | Разом   | Разом |
| Спортсмен        | Дисципліна    | Відстань 1          | Відстань 2          | Бали                | Місце               | Час         | Бали        | Місце       | Бали    | Місце |
| ---------------- | ------------- | ------------------- | ------------------- | ------------------- | ------------------- | ----------- | ----------- | ----------- | ------- | ----- |
| Гальстейн Богсет | індивідуальні | 79.5                | 84.0                | 193.0               | 18                  | 48:58.0     | 198.100     | 8           | 391.100 | 11    |
| Гейр Андерсен    | індивідуальні | 83.0                | 83.0                | 203.8               | 8                   | 49:56.3     | 189.355     | 18          | 393.155 | 10    |
| Еспен Андерсен   | індивідуальні | 79.0                | 86.0                | 188.8               | 20                  | 49:53.9     | 189.715     | 16          | 378.515 | 19    |
| Том Сандберг     | індивідуальні | 86.0                | 88.0                | 214.7               | 1                   | 47:52.7     | 207.895     | 2           | 422.595 | 1     |

## Лижні гонки
Чоловіки
| Дисципліна | Спортсмен                | Дистанція | Дистанція |
| Дисципліна | Спортсмен                | Час       | Місце     |
| ---------- | ------------------------ | --------- | --------- |
| 15 км      | Ове Аунлі                | DSQ       | –         |
| 15 км      | Гейр Голте               | 43:23.3   | 20        |
| 15 км      | Пол Гуннар Міккельспласс | 42:59.7   | 17        |
| 15 км      | Тор Гокон Голте          | 42:37.4   | 8         |
| 30 км      | Оддвар Бро               | 1'36:23.4 | 32        |
| 30 км      | Ян Ліндваль              | 1'32:23.3 | 13        |
| 30 км      | Пол Гуннар Міккельспласс | 1'32:20.6 | 12        |
| 30 км      | Ларс-Ерік Еріксен        | 1'31:24.8 | 6         |
| 50 км      | Ове Аунлі                | DNF       | –         |
| 50 км      | Тор Гокон Голте          | 2'22:12.7 | 12        |
| 50 км      | Ларс-Ерік Еріксен        | 2'22:09.5 | 11        |
| 50 км      | Ян Ліндваль              | 2'19:27.1 | 5         |

Чоловіки, 4 × 10 км естафета
| Спортсмени                                              | Дистанція | Дистанція |
| Спортсмени                                              | Час       | Місце     |
| ------------------------------------------------------- | --------- | --------- |
| Ларс-Ерік Еріксен Ян Ліндваль Ове Аунлі Тор Гокон Голте | 1'57:27.6 | 4         |

Жінки
| Дисципліна | Спортсмен             | Дистанція | Дистанція |
| Дисципліна | Спортсмен             | Час       | Місце     |
| ---------- | --------------------- | --------- | --------- |
| 5 км       | Анне Ярен             | 17:38.3   | 7         |
| 5 км       | Бріт Петтерсен        | 17:33.6   | 6         |
| 5 км       | Інгер Гелене Нюбротен | 17:28.2   | 5         |
| 5 км       | Беріт Аунлі-Kvello    | 17:14.1   | 2         |
| 10 км      | Маріт Мірмель         | 32:35.3   | 7         |
| 10 км      | Анне Ярен             | 32:26.2   | 5         |
| 10 км      | Беріт Аунлі           | 32:17.7   | 4         |
| 10 км      | Бріт Петтерсен        | 32:12.7   | 3         |
| 20 км      | Маріт Мірмель         | 1'05:01.9 | 14        |
| 20 км      | Інгер Гелене Нюбротен | 1'04:51.2 | 11        |
| 20 км      | Бріт Петтерсен        | 1'03:49.0 | 6         |
| 20 км      | Анне Ярен             | 1'03:13.6 | 3         |

Жінки, 4 × 5 км естафета
| Спортсмени                                                 | Дистанція | Дистанція |
| Спортсмени                                                 | Час       | Місце     |
| ---------------------------------------------------------- | --------- | --------- |
| Інгер Гелене Нюбротен Анне Ярен Бріт Петтерсен Беріт Аунлі | 1'06:49.7 | 1         |

## Санний спорт
Чоловіки
| Спортсмен   | Спуск 1 | Спуск 1 | Спуск 2 | Спуск 2 | Спуск 3 | Спуск 3 | Спуск 4 | Спуск 4 | Разом    | Разом |
| Спортсмен   | Час     | Місце   | Час     | Місце   | Час     | Місце   | Час     | Місце   | Час      | Місце |
| ----------- | ------- | ------- | ------- | ------- | ------- | ------- | ------- | ------- | -------- | ----- |
| Асле Странд | 48.567  | 26      | 47.629  | 19      | 47.874  | 25      | 47.573  | 20      | 3:11.643 | 22    |

Жінки
| Спортсмен     | Спуск 1 | Спуск 1 | Спуск 2 | Спуск 2 | Спуск 3 | Спуск 3 | Спуск 4 | Спуск 4 | Разом    | Разом |
| Спортсмен     | Час     | Місце   | Час     | Місце   | Час     | Місце   | Час     | Місце   | Час      | Місце |
| ------------- | ------- | ------- | ------- | ------- | ------- | ------- | ------- | ------- | -------- | ----- |
| Агнес Ононсен | 43.140  | 13      | 43.715  | 21      | 43.379  | 17      | 51.031  | 24      | 3:01.265 | 23    |

## Стрибки з трампліна
| Спортсмен              | Дисципліна          | Стрибок 1 | Стрибок 1 | Стрибок 2 | Стрибок 2 | Разом | Разом |
| Спортсмен              | Дисципліна          | Відстань  | Бали      | Відстань  | Бали      | Бали  | Місце |
| ---------------------- | ------------------- | --------- | --------- | --------- | --------- | ----- | ----- |
| Пер Бергеруд           | нормальний трамплін | 75.0      | 74.5      | 78.5      | 85.6      | 160.1 | 46    |
| Вегард Опос            | нормальний трамплін | 86.0      | 101.1     | 87.0      | 102.7     | 203.8 | 8     |
| Стейнар Бротен         | нормальний трамплін | 85.0      | 102.0     | 79.0      | 87.9      | 189.9 | 18    |
| Рольф Оге Берг         | нормальний трамплін | 86.0      | 104.1     | 86.5      | 104.4     | 208.5 | 5     |
| Рольф Оге Берг         | Large hill          | 74.0      | 12.8      | 90.0      | 74.7      | 87.5  | 52    |
| Уле Геннар Фід'єстол   | Large hill          | 95.0      | 82.2      | 94.0      | 81.8      | 164.0 | 31    |
| Вегард Опос            | Large hill          | 100.0     | 89.2      | 95.5      | 81.9      | 171.1 | 27    |
| Уле Християн Ейдгаммер | Large hill          | 100.5     | 93.4      | 97.0      | 86.5      | 179.9 | 18    |

## Хокей
- Склад команди

- Трунд Абрагамсен
- Като Гамре Андерсен
- Арне Бергсенг
- Оге Елінгсен
- Стефен Фоюн
- Йорн Голдстейн
- Оюстейн Ярлсбо
- Рой Йогансен 
- Йон-Магне Карлстад
- Ерік Крістіансен
- Пер-Арне Крістіансен
- Оївінд Лосомоен
- Ор'ян Ловдаль
- Свен Ліен
- Джим Мартінсен
- Гейр Мюгре
- Ерік Нерель
- Бйорн Скоре
- Петтер Торесен
- Франк Вестренг

Головний тренер: Ганс Вестберг
Група В
- Дві найкращі команди проходять у фінал

Турнірна таблиця
| М | Команда        | І | Пер | Н | Пор | ЗШ | ПШ | О  |
| - | -------------- | - | --- | - | --- | -- | -- | -- |
| 1 | Чехословаччина | 5 | 5   | 0 | 0   | 38 | 7  | 10 |
| 2 | Канада         | 5 | 4   | 0 | 1   | 24 | 10 | 8  |
| 3 | Фінляндія      | 5 | 2   | 1 | 2   | 27 | 19 | 5  |
| 4 | США            | 5 | 1   | 2 | 2   | 16 | 17 | 4  |
| 5 | Австрія        | 5 | 1   | 0 | 4   | 13 | 37 | 2  |
| 6 | Норвегія       | 5 | 0   | 1 | 4   | 15 | 43 | 1  |

Результати матчів
| Дата       | Команда        | Рахунок | Команда  |
| ---------- | -------------- | ------- | -------- |
| 07.02.1984 | Чехословаччина | 10 : 4  | Норвегія |
| 09.02.1984 | Фінляндія      | 16 : 2  | Норвегія |
| 11.02.1984 | США            | 3 : 3   | Норвегія |
| 13.02.1984 | Канада         | 8 : 1   | Норвегія |
| 15.02.1984 | Австрія        | 6 : 5   | Норвегія |